# Barbara Joziasse
drs. H.M.B. (Barbara) Joziasse MiF (19 juli 1967) is een Nederlandse ambtenaar en diplomaat. Sinds 1 januari 2021 is zij lid in het college van de Algemene Rekenkamer.

## Biografie

### Opleiding
Joziasse studeerde Frans aan de Universiteit van Amsterdam, maar rondde deze niet af en ging van 1985 tot 1993 Midden-Oosten Studies studeren aan de Rijksuniversiteit Leiden, de Universiteit van Damascus en de Universiteit van Oxford. Van 2007 tot 2008 volgde zij een Masters in Finance aan de Universiteit van Tilburg.

### Ambtelijke en diplomatieke loopbaan
Joziasse was van 1997 tot 2000 hoofd van de economische en handelsafdeling in Caïro. Van 2000 tot 2004 was zij plaatsvervangend directeur en hoofd projecten en training van het Centrum tot Bevordering van de Import uit ontwikkelingslanden. Van 2004 tot 2006 was zij plaatsvervangend directeur Buitenlandse Handel en Investeringen op het ministerie van Economische zaken.
Joziasse was van 2006 tot 2010 Nationaal Coördinator voor internationale benoemingen bij internationale organisaties. Zij was van 2010 tot 2013 ambassadeur in Harare, Zimbabwe en van 2013 tot 2017 in Muscat, Oman. Van augustus 2017 tot 1 januari 2021 was zij ambassadeur in Amman, Jordanië.

### Algemene Rekenkamer
Joziasse werd op 22 september 2020 door de Tweede Kamer voorgedragen als nieuw collegelid van de Algemene Rekenkamer als opvolger van Francine Giskes die op 15 oktober 2020 is gestopt. Op 16 oktober 2020 werd zij door de ministerraad op voorstel van de minister van Binnenlandse Zaken en Koninkrijksrelaties voorgedragen voor benoeming bij Koninklijk Besluit. De benoeming ging in per 1 januari 2021.